# Lysmossa
Lysmossa (Schistostega pennata) är en mossa som växer på skuggiga och fuktiga platser, till exempel i grottor och klippskrevor eller under rotvältor. Det är en bladmossa med 4 till 7 millimeter långa, platta skott, försedda med fjäderlikt arrangerade, ljusgröna till lite blågrönaktiga ovalt spetsiga blad. Dess namn kommer av att mossan då man betraktar den kan se ut att vara självlysande, något den dock inte är, utan det gröngulaktiga sken man ser kommer av att dess protonema (trådlik förgrodd som bildas då mossans sporer gror) har speciella celler som fokuserar och reflekterar ljus.
Lysmossan är Smålands landskapsmossa.